# Hochgeländ

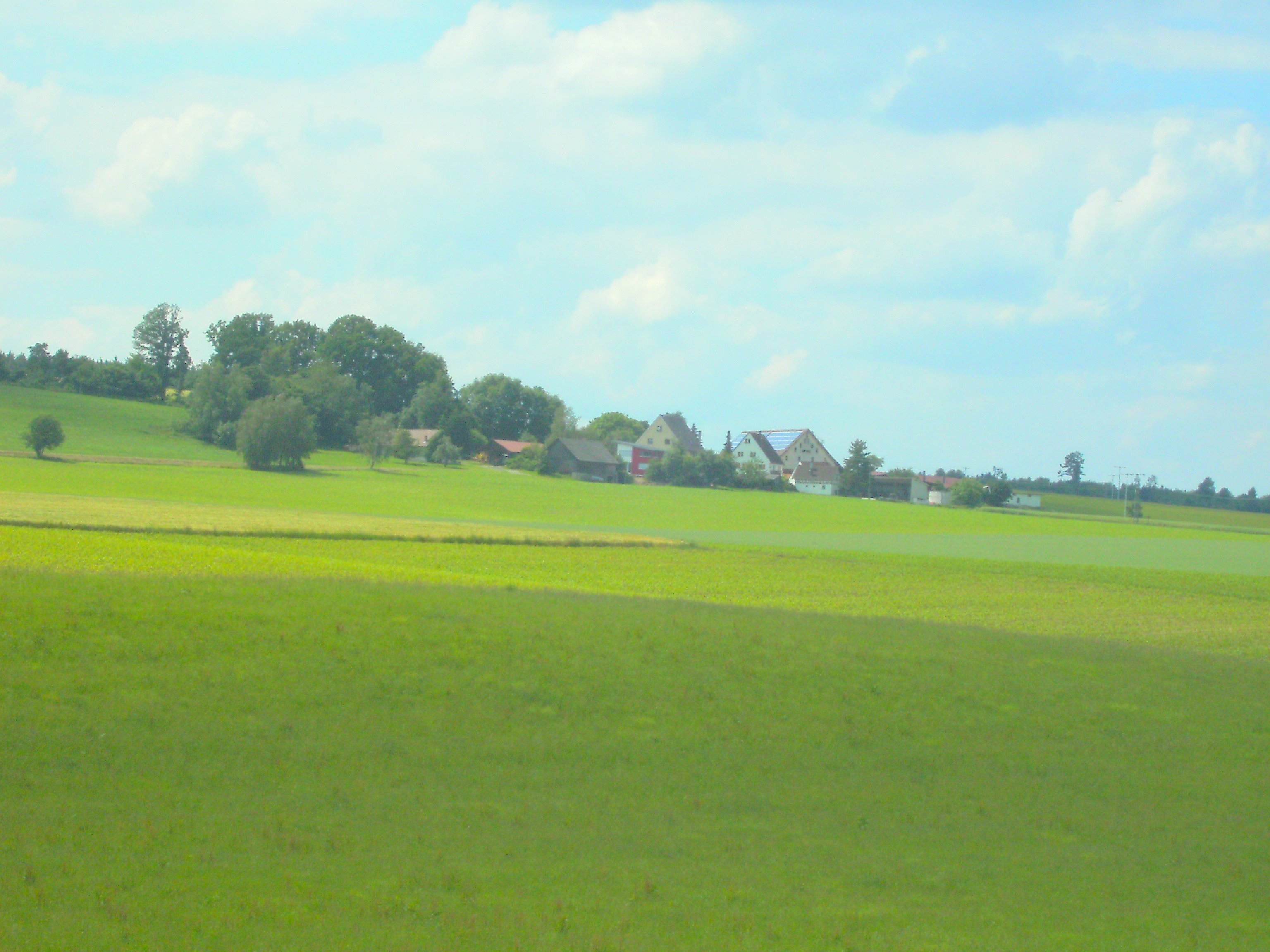
Hochgeländ

Das Hochgeländ ist eine bis 678,2 m ü. NN hohe Hochfläche im Südteil des Landkreises Biberach in Baden-Württemberg (Deutschland).

## Geographische Lage
Das Hochgeländ erstreckt sich rund 10 km südlich von Biberach an der Riß zwischen den Gemeinden Ummendorf im Norden und Nordosten, Eberhardzell im Südosten und Süden und Hochdorf im Westen. Es liegt zwischen den Tälern der Umlach im Osten und der Riß im Westen; durch das Rißtal führt von Ummendorf vorbei an Hochdorf nach Oberessendorf (Eberhardzell) im Süden die Bundesstraße 30.
Auf dem Hochgeländ liegen als Dörfer, Weiler oder Höfe: Winkel (zu Ummendorf) und Wettenberg (Hochdorf) im Norden, Berg, Hochgeländ und Busenberg mit der Erhebung Busenberg und Benzenhaus im Mittelteil sowie Scharben (alle zu Hochdorf), Märbottenweiler (Eberhardzell) und Venusberg (Hochdorf) im Süden.
In Nordnordost-Südsüdwest-Richtung ist das Hochgeländ rund 8 km lang und in West-Ost-Richtung maximal 3,3 km breit.

## Naturräumliche Zuordnung
Das Hochgeländ wird naturräumlich wie folgt zugeordnet:
- (zu 04 Donau-Iller-Lech-Platte)
  - (zu 041 Riß-Aitrach-Platten)
    - (zu 041.2 Altmoränenplatten zwischen Riß und Rottum)
      - 041.21 Hochgeländ

## Landschaftsbild
Während die Hochlagen des Hochgeländs, wo landwirtschaftlich genutzte Flächen (Äcker, Weiden und Wiesen) vorherrschen, zumeist wenig bewaldet sind, befinden sich an seinen Hanglagen vielerorts ausgedehnte Wälder.
Zu seinen großen Waldgebieten gehört der im Südteil der Hochfläche südlich von Hochdorf gelegene Reicheckwald (max. ca. 673 m ü. NN). Unweit südlich dieses Waldgebiets liegt auf einem unbewaldeten Bereich rund 250 m südöstlich von Scharben (Weiler im Gemeindegebiet von Hochdorf) mit 678,2 m ü. NN die höchste Stelle der Hochfläche, womit sie sich maximal knapp 130 m über das westlich angrenzende Rißtal erhebt. An ihrem nordnordöstlichen Ende fällt die Landschaft am Südrand von Ummendorf auf minimal 550 m ü. NN ab.
Während sich mancherorts auf der Hochfläche zu den umliegenden Gemeinden gehörende Weiler befinden, erstreckt sich auf seinem Ostteil das Bannwald- und Hochmoorgelände des Naturschutzgebiets Wettenberger Ried.

## Geschichte
An den Randbereichen des Hochgeländs wurden im Lauf der Jahrhunderte Burgen erbaut, mit deren Errichtung die Besiedelung der Hochfläche begann. Dazu zählen Burg Neidegg (bei Eberhardzell) und Burg Schweinhausen (bei Schweinhausen), aus deren Mauerresten etwa im Zeitraum 1.600 bis 1620 das Schloss Heinrichsburg (bei Eberhardzell) erbaut wurde. Etwa 1 km südsüdöstlich von Wettenberg befindet sich am Ostrand des im Wettenberger Ried gelegenen Wasenmoos wenige Meter östlich eines Fahrwegs der Ort einer ehemaligen Burganlage, von der nichts mehr erhalten ist.